# يوسف صالح عباس
يوسف صالح عباس من مواليد سنة 1953، هو شخصية سياسية تشادية كان رئيس وزراء تشاد من أبريل 2008 إلى مارس 2010. وكان مستشارا دبلوماسيا سابقا وممثلا خاصا للرئيس إدريس ديبي إتنو.

## سيرته
ولد يوسف صالح عباس بمدينة أبشي في منطقة وداي شرق تشاد. بعد حصوله على شهادة البكالوريا في عام 1973، درس في الاتحاد السوفييتي وفي فرنسا، حيث تحصّل على درجة الماجستير في القانون الدولي.
وفي تشاد، عمل في وزارة الخارجية كرئيس لقسم التعاون المتعدد الأطراف ومدير للتعاون الدولي من 20 نوفمبر 1979 إلى 30 يناير 1981. ثم كان مستشارا دبلوماسيا لدى كوكوني عويدي؛ رئيس حكومة الوحدة الوطنية الانتقالية، من 1 يونيو 1981 إلى 25 ديسمبر 1981  ومدير مجلس وزراء الدولة   من 6 ديسمبر 1981 حتى إطاحة عويدي في 7 يونيو 1982. وخلال الفترة من 15 مايو إلى 31 مايو 1981 ترأس «السادة الوطنية للكوادر» المنتدى الوطنى رفيع المستوى الذي ساهم في جنب نزاع البلاد بين الفصائل السياسية والعسكرية، واستعاد الوحدة الوطنية في تشاد.
في 15 أبريل 2008، عيّن ديبي عباس رئيسا للوزراء، وكان تعيين عباس رئيسا للوزراء من شرق تشاد نهجا جديدا في ممارسة ديبي السابقة (التي تأتي من الشمال) لتعيين رئيس وزراء من جنوب البلاد. وكان من المفترض أن يساعد هذا الأمر في كبح نشاط المتمردين في شرق تشاد. كان يوسف صالح عباس غير معروف إلى حد كبير للجمهور حتى ذلك الحين، ولكنه كان يتمتع بسمعة طيبة في الأوساط السياسية.